# Troy (New York)
 For alternative betydninger, se Troy. (Se også artikler, som begynder med Troy)
Troy er en by i New York, USA, og administrativt centrum for det amerikanske county Rensselaer County. Efter folketællingen i 2000 havde byen en befolkning på 49.170; i 1910 var tallet oppe på 76.813. Byens motto er "Illum fiut, Troja est", hvilket kan oversættes til "Troja var, Troja er".
Troy ligger i den vestlige ender af Rensselaer County og på den østlige bred af Hudson River. Troy er hjem for Renselaer Polytechnic Institute, Russel Sage College, Hudson Valley Community College og Emma Willard School, og hjemby for Uncle Sam.
42°43′54″N 73°41′33″V / 42.7317°N 73.6925°V